# CCTV-10
CCTV-10 is een televisiezender van de Chinese publieke omroep China Central Television. De zender is gericht op onderwijs, wetenschap en cultuur. Het doel van de zender is om de kennis van het Chinese volk te vergroten. Dit past overigens goed in de ideologie van de Communistische partij van China. Wetenschap speelt een belangrijke rol in de Chinese staatsideologie als een tegenhanger van religie die vanuit het marxistische perspectief gezien wordt als de 'opium van het volk'.
De zender begon op 9 juli 2001 met uitzenden. De zender is ook in HD beschikbaar.

## Televisieprogramma's
- Baijia Jiangtan (百家讲坛; Volksforum)
- Dajia (大家; Iedereen)
- Zoujin Kexue (走近科学; Op weg naar wetenschap)
- Yuanlai Ru Ci (原来如此; Blijkbaar is het zo)
- Xiwang Yingyu (希望英语; Hopen in de Engelse taal) is een tweetalig (Engels en Standaardmandarijns) programma